# Gerardo I d'Armagnac
Gerardo d'Armagnac, detto Trencaléon (X secolo – tra il 1012 e il 1020), fu conte d'Armagnac, dal 995 fino alla sua morte.

## Origine
Secondo la Genealogia Comitum Guasconiae, era l'unico figlio del primo Conte d'Armagnac, Bernardo I le Louche e di Emerina (di cui non si conoscono gli ascendenti), moglie di Bernardo I, come conferma il Jaurgain.
Bernardo I le Louche, sempre secondo la Genealogia Comitum Guasconiae, era figlio del conte del Fidentiacum (comprendente il Fézensac e l'Armagnac) Guglielmo Sanchez e della moglie di cui non si conoscono né il nome né gli ascendenti. Guglielmo Sanchez, sia secondo la Genealogia Comitum Guasconiae, che secondo il códice de Roda, aveva ricevuto la contea del Fidentiacum dal padre, il duca di Guascogna, Garcia II.

## Biografia
Di Gerardo si hanno poche notizie.
Alla morte del padre, Bernardo I, nel 995, gli subentrò nel titolo di Conte d'Armagnac, come Gerardo I.
Secondo lo storico francese Jean Jaurgain, nel suo La Vasconie, étude historique et critique sostiene che Gerardo contrasse un primo matrimonio con una donna di cui non conosciamo né il nome né gli ascendenti.
In seguito, verso il 1011, Gerardo (non si conosce il motivo: vedovanza o ripudio) contrasse un secondo matrimonio con Adelaide di Aquitania, che secondo le Europäische Stammtafeln, vol III, pag. 569 (non consultate) era la figlia del duca d'Aquitania e conte di Poitiers, Guglielmo V il Grande, quindi Alice o Adalaïs, figlia di Almodia o Adalmoda, che secondo la Historiarum libri tres del monaco e storico francese, Ademaro di Chabannes, era la prima moglie di Guglielmo il Grande (lo storico francese Jean Jaurgain, nel suo La Vasconie, étude historique et critique sostiene che Adelaide fosse figlia di Brisca o Sancha, la seconda moglie di Guglielmo il Grande, ma ciò non è possibile in quanto Adelaide alla morte di Gerardo I avrebbe avuto non più di otto anni e quindi non poteva aver partorito i due figli).
La morte di Gerardo viene fatta cadere attorno al 1020, ma secondo il Jaurgain, Gerardo morì poco dopo il secondo matrimonio, nel 1014 e secondo la Ex Historia Abbatiæ Condomensis, addirittura, nel 1012, dove in quella data, la moglie di Gerardo, Adelaide ha già contratto un secondo matrimonio.
Dopo essere rimasta vedova, Adelaide si sposò in seconde nozze con il visconte di Lomagne, Arnaldo II, come ci conferma la Ex Historia Abbatiæ Condomensis (Arnaldo, eiusque coniuge Adalias).
Comunque il secondo matrimonio di Adelaide viene confermato anche dal documento n° V del Cartulaire du prieuré de Saint-Mont, datato 1062, in cui il figlio di secondo letto di Adele, Oddone di Lomagne cita il Conte d'Armagnac, Bernardo II Tumapaler, chiamandolo fratello.

## Discendenza
Dalla prima moglie Gerardo ebbe una figlia:
- Galdis, che, secondo il Jaurgain, ricevette in dote la viscontea di Corneillan, per il suo matrimonio, nel 1020, con Ademaro di Polastron[3].

Da Adelaide, invece Gerardo ebbe due figli:
- Bernardo Tumapaler[2] († prima del 1090), conte d'Armagnac[5].
- Adele, citata, assieme al fratello, Bernardo, nel documento n° V del Cartulaire du prieuré de Saint-Mont, in data 3 marzo 1055, documento di fondazione del convento di Saint Mont, di cui Bernardo II era tra i fondatori[11], che sposò, verso il 1030, il visconte di Béarn, Gastone III, figlio di Centulo III ed, in seconde nozze, come seconda moglie, il vicomte di Gabarret, Ruggero.
Secondo le Europäische Stammtafeln[6], vol III, pag. 570 (non consultate) era la figlia del secondo marito di Adelaide, il visconte di Lomagne, Arnaldo II[7].

### Fonti primarie
- (LA)  Monumenta Germaniae Historica, Scriptores, tomus IV.
- (LA)  Rerum Gallicarum et Francicarum Scriptires, tomus XII.
- (LA)  Cartulaire du prieuré de Saint-Mont.
- (LA)  Rerum Gallicarum et Francicarum Scriptires, tomus XI.

### Letteratura storiografica
- Louis Halphen, La Francia nell'XI secolo, in «Storia del mondo medievale», vol. II, 1999, pp. 770–806
- (FR)  La Vasconie, étude historique et critique, vol I.
- (ES, LA) Textos navarros del códice de Roda (PDF), su unizar.es. URL consultato il 22 novembre 2021 (archiviato dall'url originale il 31 gennaio 2021).